# رایموندا کودیتو
رایموندا کودیتو (انگلیسی: Raimonda Kudytė؛ زادهٔ ۱۰ اکتبر ۱۹۷۵) بازیکن فوتبال اهل لیتوانی است.
وی همچنین در تیم ملی فوتبال Lithuania بازی کرده‌است.